# Spirotecoma
Spirotecoma é um género botânico pertencente à família Bignoniaceae.

## Sinonímia
Cotema, Neurotecoma

## Espécies
| - Spirotecoma apiculata - Spirotecoma domatiata - Spirotecoma guantanamensis - Spirotecoma holguinensis | - Spirotecoma rubriflora - Spirotecoma spiralis - Spirotecoma woodfredensis |